# ITV工作室
ITV工作室（ITV Studios）是英國的一個跨國電視製作公司，由獨立電視公司擁有，為獨立電視公司及第三方平台製作節目。ITV工作室在12個國家擁有60個製作廠牌，包括英國、美國、澳大利亞、德國、荷蘭、義大利、以色列、法國和斯堪的納維亞。ITV Studios Limited的历史可以追溯到1954年成立的格拉納達製作（Granada Productions，格拉納達電視製作部），以及中部電視公司（Central Television Enterprises，中部電視國際業務部）。2009年，這兩家公司合併為ITV工作室。ITV工作室不僅為其母公司獨立電視公司製作節目，也為BBC和英國第四台等其他電視網製作節目。

## 外部連結
- ITVstudios.com（页面存档备份，存于）